# Skokomish

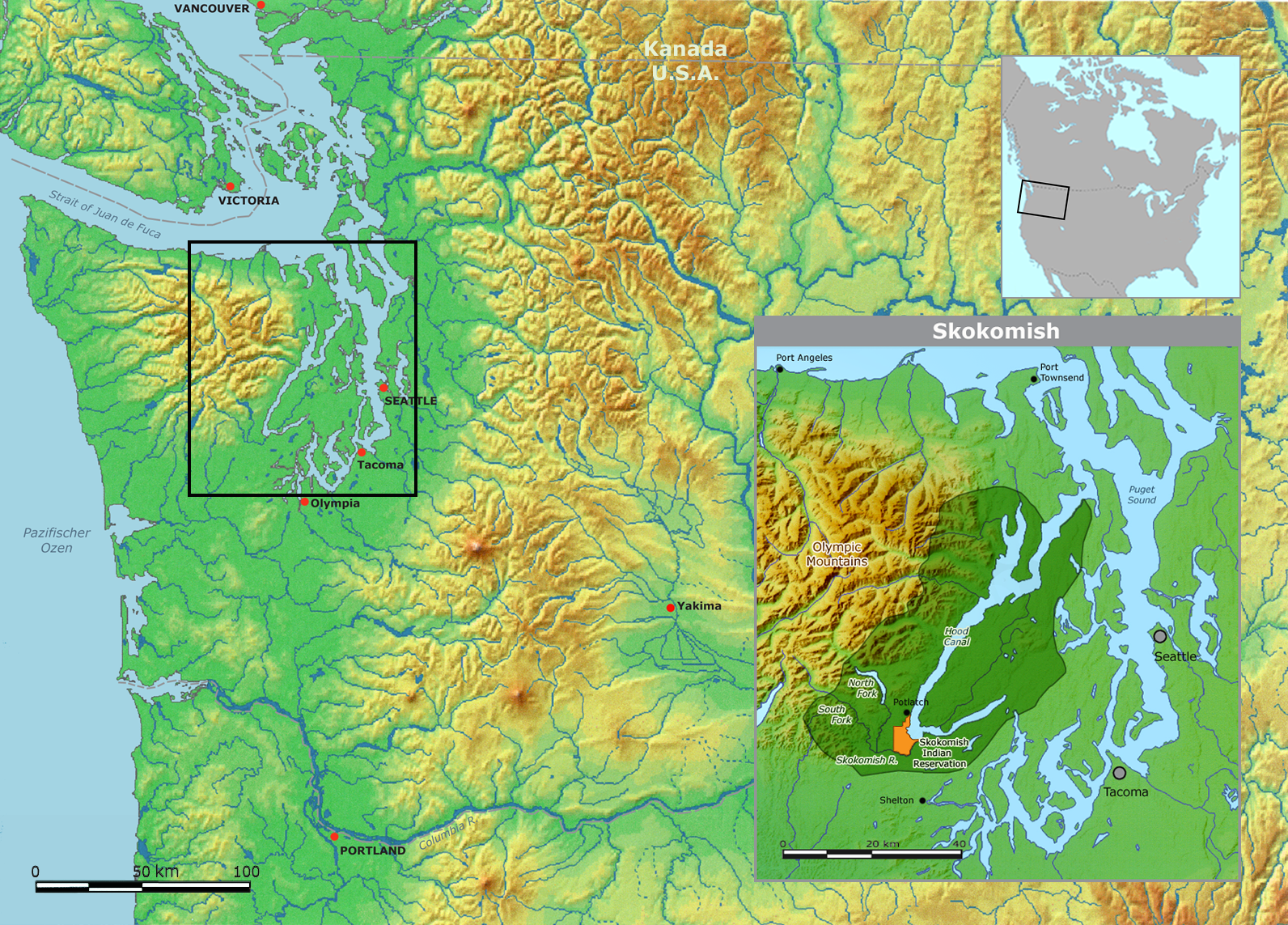
Traditionelles Territorium der Skokomish und heutige Reservation im Nordwesten der USA

Die Skokomish, heute wieder häufiger Twana genannt, sind ein im Westen des US-Bundesstaates Washington lebender indianischer Stamm. Sie sprechen einen Dialekt der südwestlichen Küsten-Salish, den Twana-Dialekt, teilen aber auch kulturelle Merkmale mit den Stämmen des Binnenlands.
Die Skokomish waren eine von neun separaten Gruppen, die durch ein gemeinsames Land, ähnliche kulturelle Merkmale und die Twana-Sprache miteinander verbunden waren. Sie sind die ursprünglichen Bewohner der Dörfer am Skokomish River und dessen nördlicher Gabelung. Heute leben sie entlang des Hood-Kanals, eines Fjords westlich des Puget Sound.
Der Name Skokomish entstammt dem Chinook und dem Lushootseed und bedeutet „Volk vom Großen Fluss“ (skookum (großer Fluss), -mish (Leute, Volk)). Der Name Twana bedeutet wohl „Volk am unteren Ende“ oder „Volk an einer Portage“.

## Geschichte

### Traditionelles Gebiet
Das Land der Twana umfasste einen Meeresarm und sein Einzugsgebiet, der heute Hood Canal heißt, dazu die angrenzenden Küstenstreifen. Es umfasste große Teile der heutigen Countys Jefferson, Mason und Kitsap an der Ostseite der Olympic Mountains. Der Canal, der eher ein Fjord ist, trennte die Olympic- von der Kitsap-Halbinsel im Puget Sound. Die Twana lebten an diesem Fjord und seinen Flüssen in dauerhaften Winterdörfern. Im Frühling, Sommer und Herbst streiften sie zum Fischen, Jagen und Sammeln durch das von Wasserläufen durchzogene Gebiet.
Ihre Jagdgebiete erstreckten sich westwärts bis zu den Olympic Mountains, während sie zum Süden hin von dem Hauptdorf der Sahewamish (die heutige Stadt Shelton) begrenzt wurden. Die Nachbarn der Twana im Osten und Südosten waren die Klallam, die Squaxin und die Suquamish; das Land der Satsop begrenzte sie im Südwesten.
Die Twana bestanden aus neun Gruppen, den Dabop, Quilcine, Dosewallips, Duckabush, Vance Creek, Hoodsport, Tahuya, Duhleap und den Skokomish, die nicht nur den übergreifenden Namen lieferten, sondern auch die größte Gruppe darstellten.

### Gesellschaft
In den großen Plankenhäusern lebten normalerweise mehrere miteinander verwandte Familien, wovon jede einen Bereich bewohnte. Das männliche Oberhaupt einer der Familien wurde als Leiter des Haushalts und Hausbesitzer angesehen. Die politische Struktur war locker, doch jedes Dorf hatte einen „hochklassigen Mann“ oder Anführer, der großen Einfluss auf gemeinschaftliche Angelegenheiten ausübte. Er konnte gemeinsame Jagden führen und übernahm die Leitung bei Treffen mit anderen Gemeinden. Der Dorfhäuptling hatte gewöhnlich einen Sprecher, der für seine Redegewandtheit und seine Fähigkeit bekannt war, öffentliche Zeremonien zu organisieren. Es gab darüber hinaus einen dörflichen Ausrufer, der die Gemeinde des Morgens mit Neuigkeiten, Klatsch, Ratschlägen und Späßen weckte.
Die Männer jagten Hirsche, Elche und Wasservögel, aber auch andere Landtiere. Ihre Ernährung basierte, was bei den Küsten-Salish eher nicht die Regel war, auf dem Fleisch von Landtieren, nicht auf Fisch. Die Frauen sammelten Muscheln, Beeren, Pilze, Wurzeln und andere Pflanzen. Das Fischen, Jagen und Sammeln diente nicht nur der Nahrungsbeschaffung, sondern versorgte sie auch mit Fellen, sowie den Grundstoffen für Decken, Körbe und Flechtwaren aller Art, für Kleidung und mit Federn. Im Sommer konzentrierten sie ihre Aktivitäten an der Kanalküste, doch ihre Winterdörfer lagen am Skokomish River und seiner Nordgabelung. Land konnte weder gekauft noch verkauft werden. Doch es war allen bewusst, dass der Hood Canal das „Twana-Territorium“ war. Reusen und Schleppnetze wurden zwar als Eigentum ihres Herstellers angesehen, doch die Erlaubnis zur Benutzung wurde üblicherweise gewährt. Häuser im Dorf oder Hausgruppen wurden aber eindeutig als Besitz der Gruppe betrachtet, die sie erbaut hatte.

### Handel
Man handelte mit Stämmen weit im Norden und Süden. Stränge mit Dentalium-Muscheln dienten dabei oft als eine Art Währung. Es gab drei Haupttypen von Kanus, die größten waren als Chinook-Kanus bekannt. Für den Transport umfangreicher Ladungen band man große Kanus wie ein Floß zusammen. Für Salzwasserreisen wurden Kanus zusätzlich mit Mattensegeln ausgestattet. Mit dem lebhaften Handel mit Nahrung, Kleidung, Körben, Waffen usw. erfolgte auch ein ständiger Austausch von Traditionen, Sprachen, Gesängen und Verwandtschaftsbeziehungen mit den Satsop, Squaxin, Suquamish, Klallam und anderen Stämmen.

### Zeremonien und Mächte
Die wichtigsten Zeremonien waren Feierlichkeiten anlässlich der Erbeutung der ersten Tiere der Saison, besonders des ersten Lachses und des ersten Elches. Die „Erster-Lachszeremonie“ wurde zu Ehren des ersten gefangenen Lachses der Saison abgehalten. Der Fisch wurde von zwei Ältesten mit dem Kopf stromaufwärts zum Dorf gebracht, sodann gebraten, und das ganze Dorf war am Verzehr des Fisches beteiligt. Nach dem Mahl legte man die Gräten des Lachses wieder in den Fluss, damit er zu seinem Volk zurückkehren konnte. Dort sollte der erste Lachs von der freundlichen Behandlung und dem Respekt berichten, den ihm der Stamm entgegengebracht hatte. Ähnliche Zeremonien bezogen sich auf den ersten Elch des Jahres und andere Jagdtiere.
Eine weitere wichtige Zeremonie war der Potlatch, der bei den meisten Stämmen der Küsten-Salish ausgeübt wurde, aber auch weiter im Norden. Eine der besten Möglichkeiten zur Steigerung seines Ansehens für einen Mann der Oberklasse war die Veranstaltung eines Potlatch, bei dem er andere Gemeinden zum Essen einlud, sie mit Spielen, Wettbewerben, Gesängen und Tänzen unterhielt und als Gastgeber so viele Geschenke verteilte, wie er sich leisten konnte. Je wohlhabender der Gastgeber war, desto großzügiger sollte er verschenken.
Ein Potlatch konnte Tage oder Wochen dauern und wurde mit der Verteilung von Gütern abgeschlossen, der Gastgeber trug seinen Power-Gesang vor und die Gäste bekamen Proviant für die Reise. Potlatches wurden gewöhnlich im Herbst nach der Fisch-, Jagd- und Sammelsaison im Sommer veranstaltet. Dafür errichtete man häufig ein eigenes Potlatch-Haus.
Bei allen Zeremonien bestand eine besondere Beziehung zu übernatürlichen Schutzgeistern. Jedes Gemeindemitglied hatte in der Kindheit und Jugend Gelegenheit, sich auf eine Vision vorzubereiten, die in der beginnenden Reifezeit kommen würde. Ältere Mitglieder der Gemeinde unterwiesen und bereiteten die Jugendlichen auf dieses Ritual vor, bei dem sie allein sein, fasten und eine Vision suchen würden. In dieser Vision würde sich ein persönlicher Schutzgeist (das spirituelle Gegenstück eines Wesens aus der Natur, oft ein Tier) dem Suchenden offenbaren. Er würde seine Kräfte und Fähigkeiten beschreiben und einen magischen Gesang vortragen, den die betroffene Person singen konnte, um den Schutzgeist bei den Winterzeremonien oder in Notzeiten zu rufen.
Durch diese zeremoniellen Gesänge und Tänze, zusammen mit seiner ihm eigenen Geschicklichkeit, seinen Talenten und seinem Glück, würde der Betroffene deutlich zu verstehen geben, welches spirituelle Tier sein Schutzgeist war, doch die Twana würden diese Information niemals direkt offenbaren. Sie glaubten, dass eine derartig deutliche Verkündigung die Beziehung gefährden könnte und zum Verlust der Kräfte oder gar zum Tode führen konnte. Jemand mit einer guten und engen Beziehung zum persönlichen Schutzgeist war stark und tüchtig, wer ohne diese Beziehung war, oder sie nicht richtig pflegte, der wurde schwach und unfähig.

### Kontakte mit Pelzhändlern
Schon der Pelzhandel des späten 18. Jahrhunderts wirkte wie ein fernes Beben, denn auch ohne direkten Kontakt veränderte sich die Ökonomie, vor allem der Handel, aber auch die Bewaffnung und die Machtverteilung im Großraum zwischen Kalifornien und Alaska. 1792 kam George Vancouver in das Gebiet des späteren Seattle. Bereits in diesem Jahr grassierten bei den Stämmen der Nordwestküste die ersten Pockenepidemien, von denen auch die Skokomish in Mitleidenschaft gezogen wurden. Dabei war die schwerste Epidemie die von 1775.
Mächtig gewordene Stämme aus dem Norden, wo die Pelzhändler Waffen gegen Pelze getauscht hatten, kamen auf der Jagd nach Sklaven in den Süden. Der östlich der Kaskadenkette lebende Stamm der Yakima raubte ebenfalls am Puget Sound und verkaufte Stammesangehörige an den Columbia River. Der Suquamish-Häuptling Kitsap führte sogar zusammen mit anderen Stämmen einen Kriegszug nach Vancouver Island, um die Cowichan von weiteren Angriffen abzuhalten.
Die Hudson’s Bay Company ließ 1827 Fort Langley, 1833 Fort Nisqually beim heutigen DuPont errichten. Erste Siedlungen der Amerikaner entstanden 1851 und 1852.

### Reservat
Am 26. Januar 1855 schlossen die Vereinigten Staaten bzw. das Washington-Territorium den Vertrag von Point-No-Point mit den Skokomish, Twana, Klallam und Chimakum. Infolge dieses Vertrages siedelten die Skokomish in die am südwestlichen Ende des Hood Canal gelegene Skokomish Indian Reservation um, die im heutigen Kerngebiet des Mason County in der Nähe des Skokomish River liegt. Das Reservat erstreckt sich auf beiden Seiten der Staatsstraße US 101 nördlich von Shelton.
Viele der Klallam und Chimakum blieben nach der Reservatsgründung in ihren Dörfern am Hood Canal und am Puget Sound. 1870 zwang die Regierung den Klallam-Häuptling ins Reservat zu gehen, doch ließ er sich in seinem traditionellen Gebiet beisetzen, d. h. Chitsamakkan ließ sich auf dem Masonic-Friedhof in Port Townsend beerdigen.
Das Reservat umfasst heute 21,244 km², und im Jahr 2000 lebten dort 730 Menschen, im weiteren Umkreis über 1200. Zentralort ist Skokomish. Viele Skokomish leben aber auch in den Orten der Umgebung. 1984 zählte man 504 Stammesmitglieder, 1989 waren es 829.

### Shaker Church, Kampf um Landrechte, Selbstregierung
Die 1882 bei den Squaxin entstandene Indian Shaker Church verband christliche Grundlagen und indianische Spiritualität. Von dort kamen auch einige Squaxin in das Skokomish-Reservat.
Um 1900 zerstörte eine Flut das Mündungsgebiet des Skokomish. Die nachfolgenden Deichbauten verwandelten die Landschaft, und das für die Skokomish und ihre Flechtarbeiten grundlegende sweet grass (Duftendes Mariengras) verschwand. Auch die Fischerei im Gebiet des Tidenhubs unterlag immer stärkeren Restriktionen, so dass diese Küstenfischerei stark zurückging. Zwischen 1926 und 1930 errichtete die Stadt Tacoma zwei Dämme an der Nordgabelung des Skokomish, die erhebliche Teile der traditionellen Stätten zerstörten oder unter Wasser begruben. Noch 1960 wurde der Potlatch State Park eingerichtet – ohne jede Mitsprache der Ureinwohner.
Ab 1938 wurde der Stamm durch den Indian Reorganization Act bedingt, von einem Tribal Council, einem Stammesrat regiert. Am 30. Juni 1961 erhielten die Skokomish für die 3.558 km² Land, das ihnen 1855 genommen worden war, eine Kompensation von 373.577 Dollar, ohne die schon früher gezahlte Summe von 53.383 Dollar. 1973 zahlte der Stamm einen Teil davon an jedes Stammesmitglied aus. So erhielt jeder 250 Dollar, insgesamt 104.000.

## Aktuelle Situation
Der Skokomish-Stammesrat ist die regierende Körperschaft des Stammes. Er begründet sich auf Artikel III und VI der Verfassung, die durch Statuten der Skokomish in der Reservation ergänzt und am 23. Februar 1938 vom Zweiten Staatssekretär des Inneren anerkannt wurden. Der Stammesrat besteht aus sieben Mitgliedern, die in dreijährigen Intervallen gestaffelt gewählt werden.
Von den 4.986,97 Acre, die das Reservat heute umfasst, sind 3.000 Trust Land, das dem Stamm gehört.
1965 gelang der Erwerb einer Fischfabrik, 1976 wurde eine Fischzucht begonnen. 1974 erreichte der Stamm die Rückgabe verschiedener Fischereirechte. Neben der rückläufigen Holzfällerei hat sich eine Tankstelle mit einem angeschlossenen Laden als kleine Einnahmequelle bewährt. Vor allem die Wiederbelebung traditioneller Techniken hat sich im Nachhinein auch ökonomisch als folgenreich erwiesen. Holzschnitzereien und Korbflechten stehen hoch im Kurs, was wiederum den Tourismus fördert.

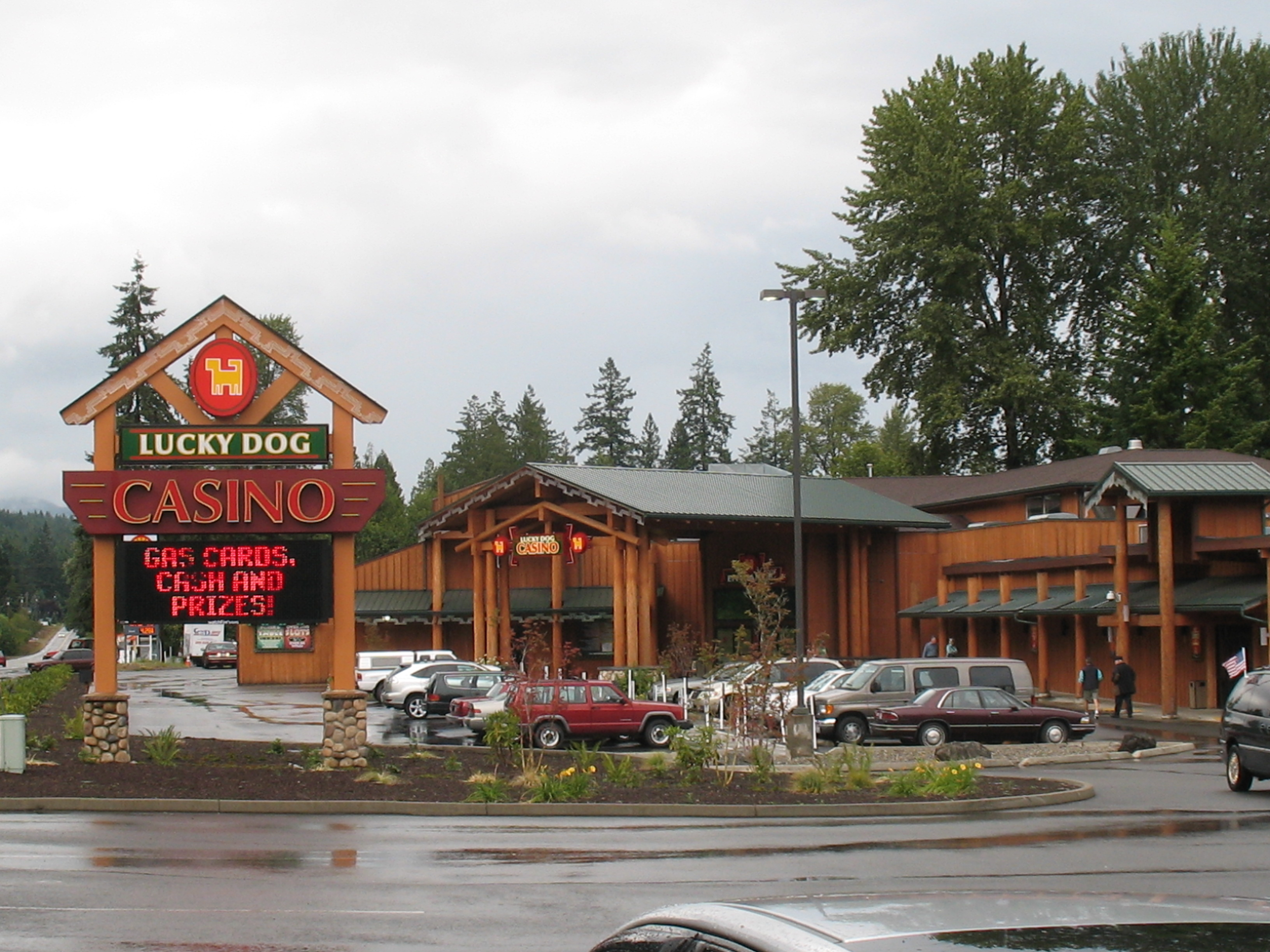
Kasino Lucky Dog

Am 5. Oktober 2007 pachtete der Stamm das Waterfront Resort at Potlatch, um in größerem Maßstab in den Tourismus einsteigen zu können. Dazu gehören auch Bird Watching Tours, also Vogelbeobachtungen.
Darüber hinaus unterhält der Stamm das Lucky Dog Casino. Solche Casinos sind aber eher eine Mischung aus Konzerthalle und Restaurant, Hotel und Entertainmentunternehmen, als eine reine Glücksspielstätte.
Das Institut mit dem komplizierten Namen Skokomish Indian Tribe's Tribal Historic Preservation Office (THPO) befasst sich mit der Geschichte und dem Erhalt historischer Quellen. Seit den 1970er Jahren wird ein Programm zur Wiederbelebung der Sprache betrieben. Neben der Shaker Church und der Indian Pentecostal Church gibt es noch eine Gruppe, die der traditionellen Tamanawas-Religion anhängt, die vor allem bei Jüngeren Anhänger findet.